# LWL-Museum für Naturkunde

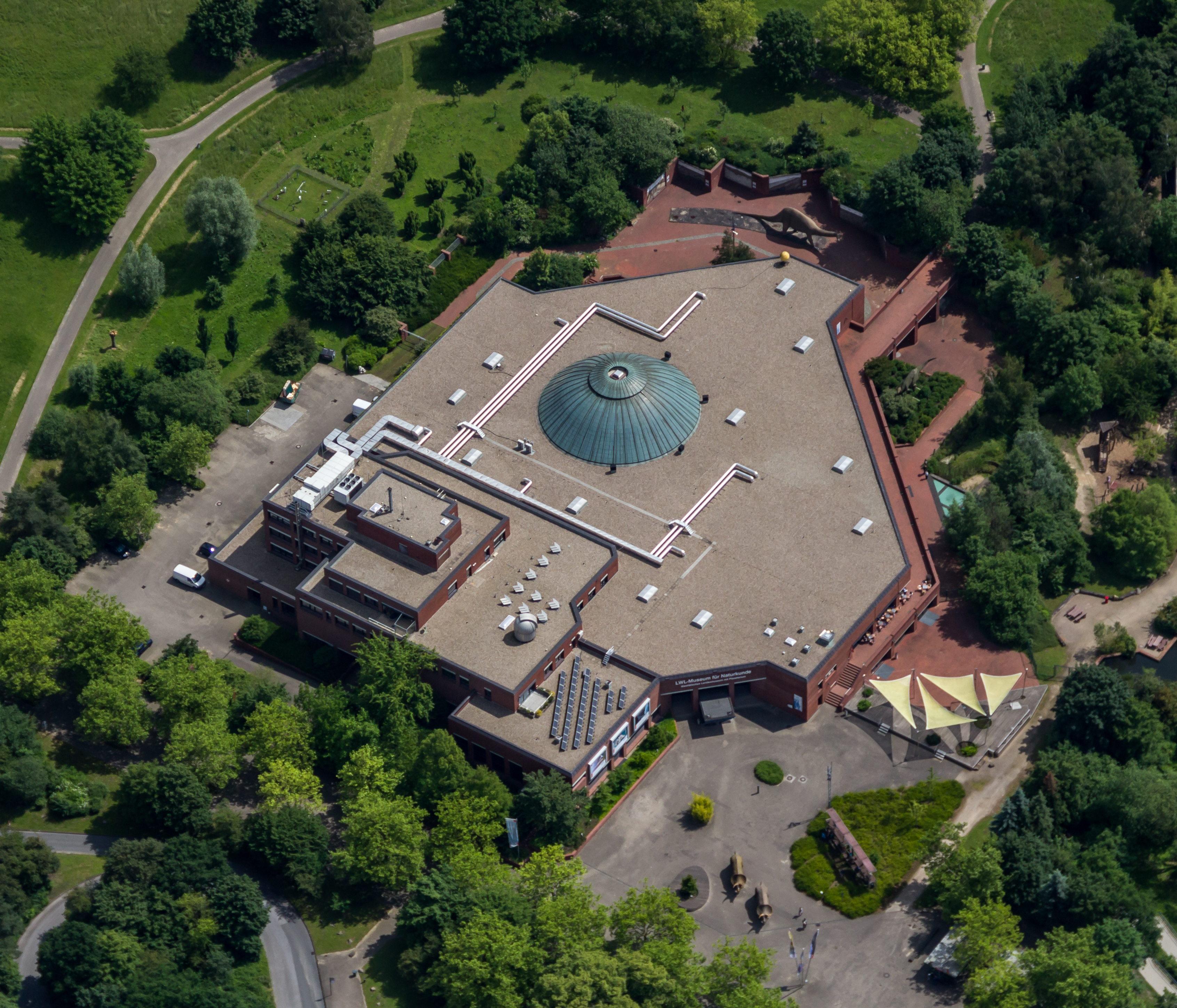
Luftbild (2014)

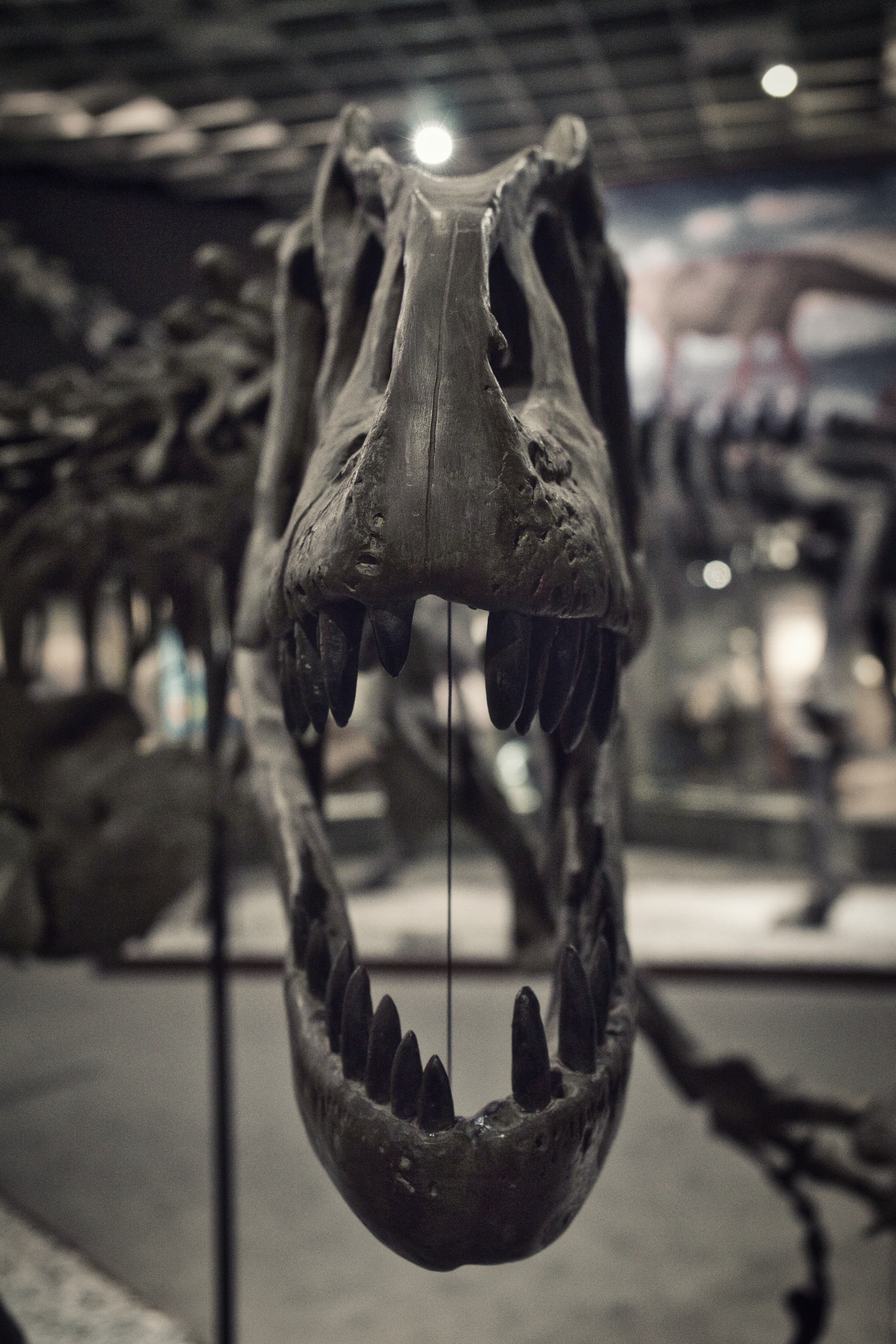
Dinosaurier-Exponat

Das LWL-Museum für Naturkunde (vollständiger Name: LWL-Museum für Naturkunde, Westfälisches Landesmuseum mit Planetarium oder auch Westfälisches Museum für Naturkunde) in Münster ist ein Landesmuseum in der Trägerschaft des Landschaftsverband Westfalen-Lippe (LWL). Zu ihm gehören das Naturkundemuseum (Westfälisches Landesmuseum), das Planetarium, die Biologische Station in der Außenstelle Heiliges Meer, das in den Gemeinden Recke und Hopsten liegt, die Außenstelle Kahler Asten und die Paläontologische Bodendenkmalpflege für Westfalen-Lippe. Das Museum zeigt Exponate aus den Bereichen Biologie und Geologie, im Planetarium werden u. a. astronomische 360-Grad-Fulldome-Filme und Musikshows gezeigt. Das Museum liegt in der Nachbarschaft des Allwetterzoos Münster und des Mühlenhof-Freilichtmuseum Münster am Aasee an der Sentruper Straße.

## Geschichte
Der Museumsname durchlief im Laufe der Jahre mehrere Änderungen. So wurde aus dem „Provinzialmuseum für Naturkunde“ das „Westfälische Museum für Naturkunde – Landesmuseum und Planetarium“. Seit 2007 lautet der offizielle Name „LWL-Museum für Naturkunde – Westfälisches Landesmuseum mit Planetarium“.

### Gründung
Die Gründung des Museums geht auf ehrenamtliche Naturforscher aus der Münsteraner Umgebung zurück. Hermann Landois gründete auf dem Gelände des zoologischen Gartens an der Himmelreichallee in Münster das „Provinzialmuseum für Naturkunde“. Unterstützt wurde Landois dabei von Bernard Altum. Am 10. Februar 1892 öffnete das Museum seine Pforten, Landois wurde ehrenamtlicher Leiter. Damit ist das Museum das älteste der 18 LWL-Museen. Das Museum sollte zunächst die naturkundlichen Zeugnisse Westfalens präsentieren.
Der Hauptbestand der Sammlungen kam anfangs aus den Beständen der Zoologischen und Botanischen Sektion des Westfälischen Provinzialvereins, deren Mitglieder als ehrenamtliche Forscher tätig waren. Darüber hinaus übergab der Zoo verstorbene Tiere an das Museum, welches diese für die Sammlung präparierte.

### Auslagerung der Bestände im Zweiten Weltkrieg
Im Oktober und November 1944 wurde das Gebäude durch Luftangriffe auf Münster stark beschädigt, die Bestände waren allerdings vorsorglich größtenteils ausgelagert worden, so dass sich die Kriegsschäden nur auf das Gebäude beschränkten. Nach dem Zweiten Weltkrieg waren die Mittel knapp, deshalb konnte die Ausstellung erst 1949 wieder aufgebaut werden.

### Standortverlagerung
1967 fiel die Entscheidung, den zoologischen Garten vom Stadtkern an den Stadtrand zu verlagern, weil eine große Bank das hochattraktive Gelände bebauen wollte. Für das Museum, das stets von der Zusammenarbeit mit dem Zoo profitiert hatte, war das nicht von Vorteil. Daher bat der Landschaftsverband Westfalen-Lippe – ehemals Provinzialverein – die Stadt Münster um eine Bezuschussung eines Museumsneubaus in unmittelbarer Nachbarschaft zum neuen Allwetterzoo. Das vorgelegte Konzept mit dem Planetarium war überzeugend, sodass die Stadt eine Bezuschussung von 8,5 Millionen DM bewilligte.
Auch das Land Nordrhein-Westfalen beteiligte sich am Neubau. Mit allen weiteren Zuschüssen verblieben nur noch 14,5 Millionen DM, die der Landschaftsverband Westfalen-Lippe von der geplanten Bausumme von 29 Millionen DM aufbringen musste.
1981 wurde das Museum mit dem integrierten Großplanetarium an seinem heutigen Standort neu eröffnet. Im ehemaligen Gebäude an der Himmelreichallee ist heute die Westfälische Schule für Musik untergebracht, in deren Hof sich ein Abguss des Ammoniten aus dem Foyer des Naturkundemuseums befindet.
Das Museum zählt zu den besucherstärksten Museen in Nordrhein-Westfalen. Im Jahr 2012 wurden 244.000 Besucher gezählt, im Jahr 2013 waren es 245.000 Besucher, wodurch das Museum das nachgefragteste Museum Münsters war. 2014 wurden rund 221.000 Besucher gezählt.

## Gebäude
Das neue Gebäude an der Sentruper Straße feierte 1980 sein Richtfest, wurde 1981 eröffnet und fasst rund 8.115 m² Nutzfläche und 4.200 m² an Ausstellungsfläche, auf der Dauerausstellungen und wechselnde Sonder- und Wanderausstellungen gezeigt werden. Außerdem gehört ein frei zugänglicher Museumshof mit etwa 3.500 m² dazu. Im Museumshof befindet sich ein gepflasterter Zeitstrahl, der die Besucher entlang eines Weges vom Urknall bis heute führt sowie diverse Informationstafeln zu Geologie und Erdgeschichte. Zudem befanden sich auf diesem Vorplatz vor dem Eingang seit 1982 zwei aus Kunstharz, Holz und Stahl lebensecht gefertigte Triceratops-Plastiken mit einem Gewicht von jeweils 1,5 Tonnen. Im August 2024 wurde diese beiden Plastiken aufgrund von Bauarbeiten zur Errichtung eines Anbaus auf dem Museumsvorplatz an ihren neuen Standort am Hintereingang des Museums versetzt. Der Baubeginn für das „Forum für Naturwissenschaften“ war ursprünglich bereits für die zweite Hälfte des Jahres 2022 geplant.
Das mitten im Museum gelegene Planetarium hat einen Kuppeldurchmesser von 20 m bietet rund 225 Zuschauern Platz. Von außen ist auf dem Dach des Gebäudes lediglich ein Teil der Kuppel des Planetariums zu erkennen. Im Jahr 2011 wurde das Gebäude energetisch saniert. Das Gebäude wurde in den letzten Jahren so umgebaut, dass die gesamte Ausstellungsfläche barrierefrei für Menschen mit eingeschränkter Mobilität und Familien mit Kinderwagen zugänglich ist.

## Sammlungen
Dem Museum gehören einige wissenschaftliche Sammlungen mit insgesamt über 2,3 Millionen Objekten, die zu Forschungszwecken oder als Ressource für die verschiedenen Ausstellungen benutzt werden. Dabei handelt es sich um die größte Sammlung Westfalens. Es gibt eine zoologische Sammlung mit rund 26.000 präparierten Vögeln (Bälge, Standpräparate, Skelette, Gelege, Federbilder), rund 13.000 Säugetieren und 1.500 Reptilien, Amphibien, Fischen und sonstigen Nasspräparaten sowie rund 1,125 Millionen Insekten, 100.000 Spinnen, 320.000 Weichtieren (Muscheln und Schnecken), 1.000 sonstigen Wirbellosen und rund 3.500 DNA- und Gewebeproben. Die geowissenschaftliche Sammlung umfasst 8.000 Gesteine, 15.000 Mineralien und 250.000 Fossilien. Die ethnologische Sammlung umfasst rund 1.000 Objekte. Die botanische Sammlung hat rund 500.000 botanische und mykologische Belege und ist damit das größte Herbarium Nordrhein-Westfalens.
Objekte, die gegenwärtig nicht in Ausstellungen gezeigt werden, werden im Zentralmagazin in der Speicherstadt in Coerde eingelagert. Dieses ist gelegentlich im Rahmen von Führungen für die Öffentlichkeit zugänglich.

## Schausammlung und Ausstellungen

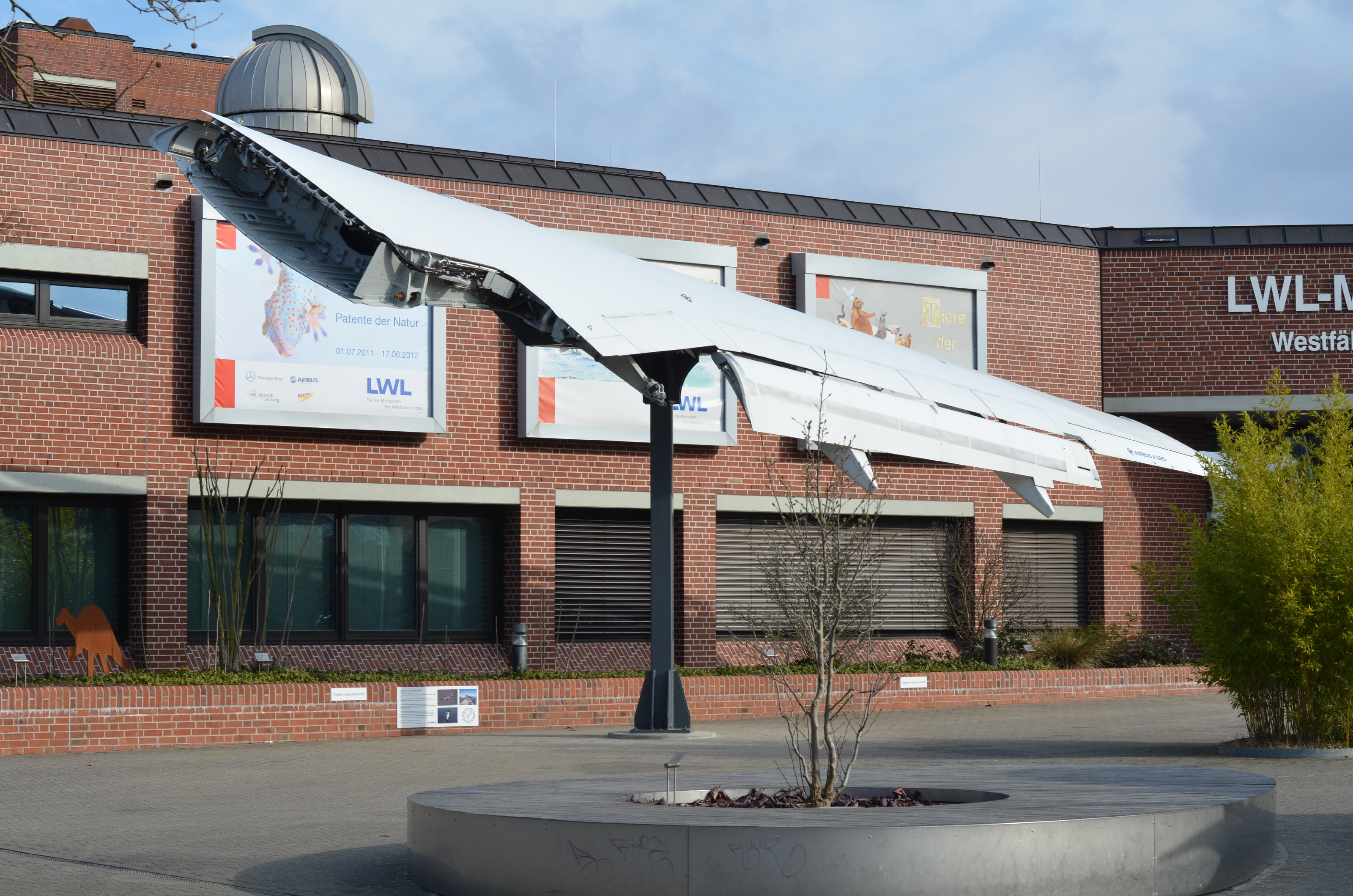
Tragfläche eines A 320 vor dem Gebäude

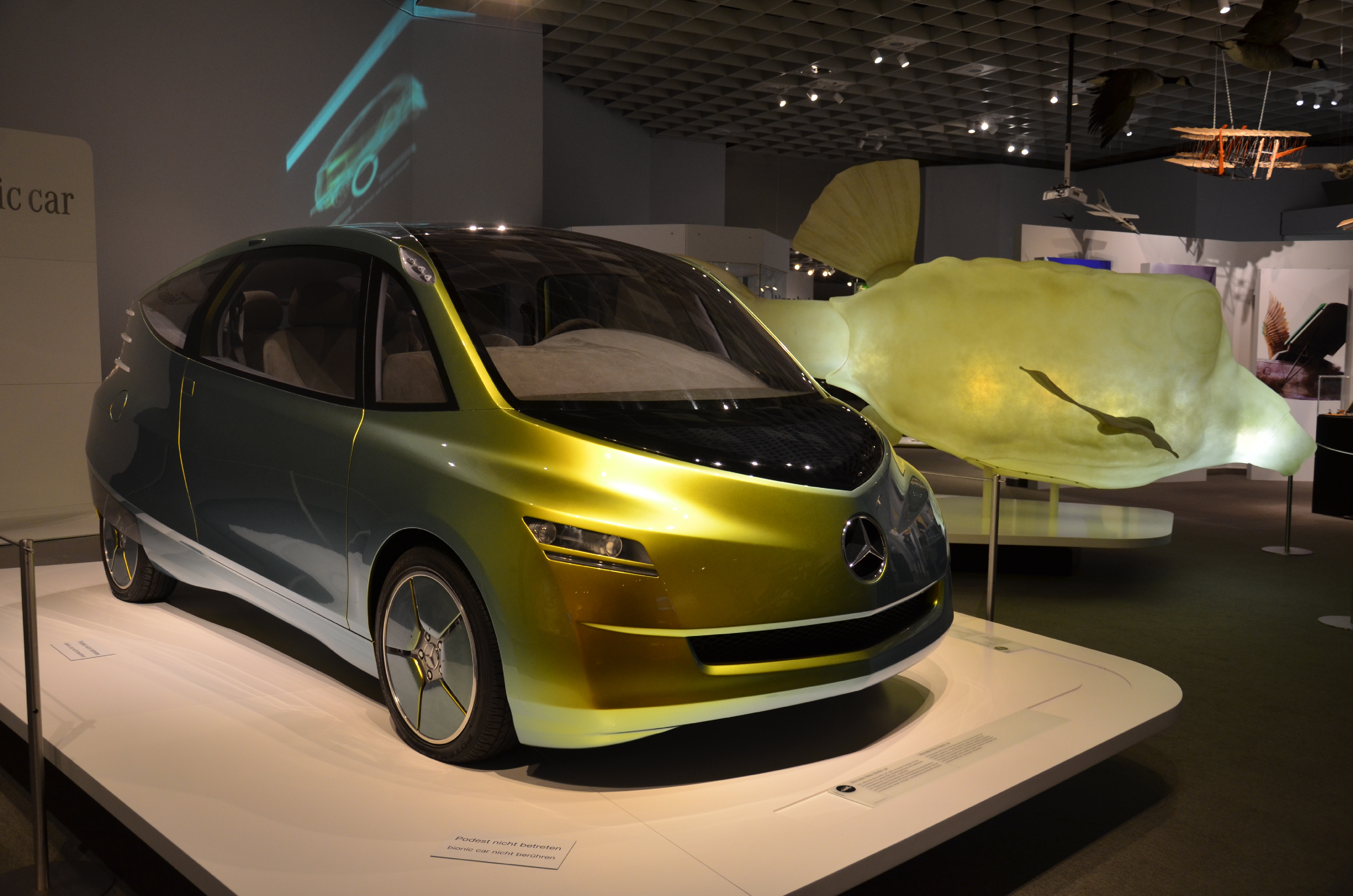
Bionic Car von Mercedes-Benz in der Sonderausstellung

### Dauerausstellungen
- Dinosaurier – Die Urzeit lebt!

Diese Ausstellung befasst sich mit dem Leben und der Evolution von Dinosauriern und anderen Tieren der Urzeit. Bei der dritten Ausstellung wurden nach fünf Monaten 100.000 Besucher gezählt.
- Vom Kommen und Gehen – Westfälische Artenvielfalt im Wandel

Die Ausstellung ersetzt die alte Westfalen-Ausstellung „Westfalen im Wandel“ und ist als naturkundliche Landesausstellung konzipiert. Sie beschäftigt sich mit dem Kommen und Gehen von Tieren und Pflanzen in Westfalen. In fünf Bereichen werden Lebensräume in Feld und Offenland, Gewässer, Klimawandel, Artenvielfalt und aktuelle Forschungsprojekte thematisiert. Die Ausstellung ist seit dem 30. Juni 2017 geöffnet.

### Ehemalige Dauerausstellungen
- Westfalen im Wandel – Von der Mammutsteppe zur Agrarlandschaft

Diese Ausstellung beschäftigte sich mit dem Zeitraum von der letzten Kaltzeit bis heute. Die Ausstellung wurde am 2. Oktober 2016 geschlossen und abgebaut. Sie wird ersetzt durch eine neue Dauerausstellung mit dem Titel „Vom Kommen und Gehen – Westfälische Artenvielfalt im Wandel“. Diese wurde am 30. Juni 2017 eröffnet.
- Prärie- und Plainsindianer – Wandel und Tradition

Die Ausstellung zeigte die Lebensweise und Kultur der Plainsindianer sowie den Einfluss der europäischen Einwanderer. Die Ausstellung wurde geschlossen und abgebaut. Die Räumlichkeiten werden seitdem für Sonderausstellungen genutzt.

### Sonderausstellungen
Neben den Dauerausstellungen zeigt das LWL-Museum für Naturkunde regelmäßig wechselnde Sonderausstellungen zu unterschiedlichen naturkundlichen Themen. Zwischen 1986 und 1992 gab es kleinere Sonderausstellungen, die in einem Teil des Museums präsentiert wurden. Anlässlich des 100-jährigen Jubiläums 1992 wurde im gesamten Museum die Sonderausstellung „Dinosaurier“ gezeigt. Diese war bis 1993 zu sehen. Ab 1994 folgten größere Sonderausstellungen:
- Is’s was?! (1994–1995)

Die Sonderausstellung befasste sich mit dem Thema Ernährung und gab Einblicke in geschichtliche, kulturelle und soziale Grundlagen des Ernährungsverhaltens. Es wurden verschiedene Produktionsmethoden pflanzlicher und tierischer Nahrungsmittel gezeigt und die jeweiligen Vor- und Nachteile dargestellt.
- Prärie- und Plainsindianer (1995–1996)

Die Sonderausstellung zeigte das Leben der Prärie- und Plainsvölker, ihre Sichtweisen, Weltanschauungen und Wertesysteme, insbesondere der Umgang mit der Natur, früher und heute. Später wurde die Ausstellung thematisch um den Einfluss der europäischen Einwanderer erweitert und wird seitdem als Dauerausstellung „Prärie- und Plainsindianer – Wandel und Tradition“ gezeigt.
- Total abgefahren – Eine Ausstellung rund ums Auto (1997)

Die Ausstellung zeigte die Beziehung des Menschen zum Automobil. Vor allem die Bedeutung des Autos für Wirtschaft und Mobilität sowie die Frage nach zukünftigen Mobilitätsformen wurde in der Sonderausstellung thematisiert.
- Bärenstark – Natur- und Kulturgeschichte der Bären (1998–2000)

In der Sonderausstellung zeigte das Museum Groß- und Kleinbären aus aller Welt, ihre Lebensräume und ihren Ursprung. Neben der biologischen Darstellung beschäftigte sich die Ausstellung auch mit der Kulturgeschichte des Bären und zeigte eine Sammlung historischer Teddybären. Anlässlich der Ausstellung fertigte das Museum den größten Teddy der Welt an.
- Schwein gehabt – Natur- und Kulturgeschichte des Schweins (2000–2001)

Die Ausstellung zeigte den gemeinsamen Weg von Mensch und Schwein durch die Jahrtausende der Kulturgeschichte. Dabei ging es zum einen um die Domestizierung des Schweins, die Hausrassen und die Schweinehaltung durch den Menschen und zum anderen um die gegensätzliche Symbolik des Schweins als Glückssymbol oder Sinnbild für Schmutz und Verderbnis.
- Auf den Hund gekommen? – Natur- und Kulturgeschichte des Hundes (2001)

Die Hundeausstellung des Museums befasste sich mit der Bedeutung des Hundes für den Menschen, seinen biologischen Ursprüngen und seinen „wilden und verwilderten Verwandten“, den Wölfen. Vor allem die enge Beziehung zwischen Mensch und Hund in Form von Domestizierung und Hundezucht wurde thematisiert. Das Museum zeigte den Hund beispielsweise in seinen verschiedenen „Tätigkeitsbereichen“ als Wachhund, Jagdhund oder Hütehund.
- Unterwegs – Nomaden früher und heute (2003)

Die Sonderausstellung zeigte am Beispiel einiger nomadischer Kulturen die Lebensräume, Wirtschaftsweisen, die materielle Kultur und die Sozialordnung der Nomaden. Insbesondere die Viehzucht und Viehhaltung und die damit verbundene Abhängigkeit von Naturgegebenheiten und Jahreszeiten wurden behandelt.
- Alles im Fluss? – Die Ems – Lebensader für Mensch und Natur (2004)

Die Sonderausstellung „Alles im Fluss?“ entstand im Rahmen der Regionale 2004 und widmete sich dem Fluss Ems. Die Ausstellung zeigte die Vernetzung von Mensch und Natur und beschäftigte sich mit Themen wie Landwirtschaft, Verkehr und Energie durch Wasserkraft. Ergänzend zur Ausstellung im Museum zeigte das Planetarium mit einer Multivisionsshow die Reise von der Quelle der Ems bis zur Mündung.
- Indianer der Nordwestküste – Wandel und Tradition (2005)

In der Indianerausstellung zeigte das Museum, wie die Ureinwohner Nordamerikas sich bei der Besiedlung an die vorhandenen Lebensräume anpassten und wie sich die naturräumlichen Gegebenheiten zu unterschiedlichen Kulturarealen entwickelten. Im Fokus stand dabei die Nordwestküste mit ihrem gemäßigten Klima und den zwei vorherrschenden Elementen Holz und Wasser, welche sich die „First Nations“ zu Nutze machten. Die Sonderausstellung zeigte am Beispiel der Ureinwohner von Vancouver-Island, wie die Indianer früher lebten und wie sie heute versuchen, ihre Kultur zu bewahren.
- Versteinerte Schätze Westfalens – Fossilien aus 450 Millionen Jahren Erdgeschichte (2006)

Die Ausstellung zeigte die Originalfunde aus Ausgrabungen, die Museumsmitarbeiter selbst durchgeführt hatte. Etwa 550 Exponate wurden ausgestellt, darunter die jüngsten Dinosaurierfunde aus Westfalen sowie weltweit einzigartige Insektenfunde aus Hagen-Vorhalle, die als die ältesten Fluginsekten der Welt gelten. Eine Besonderheit der Ausstellung war die 6 m große Gesteinsplatte mit 400 versteinerten Seelilien aus Bad Driburg.
- Pflanzenwelten – Menschen, Pflanzen, Geschichten (2007)

Die Sonderausstellung „Pflanzenwelten“ zeigte, wo Pflanzen überall beheimatet sind. Thema der Ausstellung waren außerdem die Eigenschaften von Pflanzen als Nahrungs- und Sauerstofflieferant für den Menschen, ihre Bedeutung in Gemälden, Gedichten und Fotografien sowie eine botanische Reise durch Westfalen und die Welt. Die Sonderausstellung wurde im 300. Geburtsjahr des berühmten Botanikers Carl von Linné eröffnet.
- Alles für die Katz’ – Natur- und Kulturgeschichte der Katzen (2008)

Die Ausstellung widmete sich der Katze, einem der beliebtesten Haustiere des Menschen. Das Museum zeigte die Geschichte der Katze von ihren Wurzeln im wilden Afrika bis zu ihrer Domestizierung. Auf über 700 m² Ausstellungsfläche präsentierte das Museum die Natur- und Kulturgeschichte der Katzen.
- Vom Faustkeil zum Mikrochip – Evolution des Menschen (2009)

Die Sonderausstellung stand im Jahr 2009 ganz im Zeichen von Charles Darwin, der vor über 150 Jahren sein bahnbrechendes Werk Über die Entstehung der Arten veröffentlichte. Die Ausstellungsmacher richteten den Fokus auf die vielen thematischen Facetten der Evolution, die Verbindung zwischen Mensch und Tier, die Evolution der Moral, die Verbreitung der Menschheit über die ganze Welt und mögliche zukünftige Entwicklungen.
- Aller Reichtum dieser Welt (2010–2011)

2010 wurde durch die Vereinten Nationen zum Internationalen Jahr der Biologischen Vielfalt ausgerufen. Anlässlich dieses Festjahres gewährte das Museum Einblicke in seine Magazine und zeigte die bunte Vielfalt der heimischen, zugewanderten und ausgestorbenen Tiere, Pflanzen und Pilze. Die Sonderausstellung behandelte dabei vor allem den Artenschutz und den Erhalt der biologischen Vielfalt. Neben den Museumssammlungen wurde auch die Freilandforschung in Westfalen thematisiert.
- Tiere der Bibel (3. September 2010 – 6. Januar 2013)[31]

Die Ausstellung zeigte die verschiedenen Tiere, die in der Bibel erwähnt werden und stellte sie in einen kulturgeschichtlichen und naturkundlichen Zusammenhang. Naturkatastrophen und Veränderungen der Landschaft, die in den biblischen Geschichten vorkommen, wurden thematisiert. So widmete sich ein ganzer Ausstellungsbereich den 10 Plagen und den wissenschaftlichen Theorien hinter diesen Phänomenen.
- Bionik – Patente der Natur (1. Juli 2011 – 17. Juni 2012)[33]

Die Ausstellung zeigte, welche „Patente der Natur“ der Mensch sich für seine Technik zunutze gemacht hat und welche er sich in Zukunft aneignen könnte. In der Sonderausstellung ging es neben Biologie und Technik auch um die Verknüpfung von biologischen Vorbildern mit den Ingenieurwissenschaften, der Architektur und Mathematik. Mit über 800 Ausstellungsobjekten zeigte das Museum die größte Bionik-Show, die bis zu diesem Zeitpunkt je in Deutschland zu sehen war. Besondere Ausstellungsstücke waren das Mercedes-Benz Bionic Car, das nach dem Vorbild eines Kofferfischs entwickelt wurde, und der tanzende Laufroboter Nao.
- Wale – Riesen der Meere (21. September 2012 – verlängert bis 27. April 2014)[35]

Die Sonderausstellung zeigte die große Vielfalt der Wale mit über 900 Ausstellungsobjekten. Eine Besonderheit der Wale-Ausstellung war ein im November 2011 gestrandeter und verendeter Pottwal. Der über 30 Tonnen schwere Kadaver wurde von den Mitarbeitern des LWL-Museums für Naturkunde in Zusammenarbeit mit anderen Museen und mit der Unterstützung öffentlicher Einrichtungen für die Sonderausstellung präpariert. Aktuell ist das Pottwalskelett auch in der Dinosaurier-Ausstellung des Museums zu sehen.
- Sex und Evolution (11. Oktober 2013 verlängert bis 11. Januar 2015)[37]

Die Sonderausstellung zeigte wissenschaftliche Erkenntnisse über den Zusammenhang zwischen Evolution und Sexualität, über Genetik und genetische Vielfalt. Das Museum zeigte knapp 450 Exponate und Objekte, darunter viele eigens angefertigte Präparate, die Tiere mitten im Akt der Fortpflanzung zeigten. Ein besonderer Bereich war den kulturgeschichtlichen Hintergründen der menschlichen Sexualität gewidmet.
- Leben in der Dunkelheit (22. Mai 2015 bis 31. Mai 2016)[39]

Das Museum widmete sich in der Sonderausstellung der Lebenswelt an dunklen und lichtarmen Orten. Die Ausstellung zeigte die Vielfalt und die Fähigkeiten jener Lebewesen, die sich ganz an ein Leben ohne Licht angepasst haben. In verschiedenen Themenbereichen wurde das Leben in der Tiefsee, in Höhlensystemen und bei Nacht behandelt. Zudem zeigte die Sonderausstellung auch die Bedeutung von Licht und Dunkelheit für den Menschen, beispielsweise in Bezug auf Nachtarbeit. Erstmals stellte das Museum in dieser Ausstellung die haptische Erkundung der Ausstellung in den Fokus und zeigte Objekte, Modelle und Stationen, die auch von blinden und sehgeschädigten Menschen hinsichtlich eines inklusiven Anspruchs genutzt werden konnten.
- Wasser bewegt – Erde Mensch Natur (30. September 2016 – verlängert bis 7. Januar 2018)[41]

Die Sonderausstellung zeigt das Wasser als Lebensraum, lebenswichtiges Element, kostbares und seltenes Gut oder als unberechenbare Naturgewalt. Neben im und am Wasser lebenden Tieren, Auen- und Küstenlandschaften, Schifffahrt und Schiffbruch, widmet sich die Ausstellung auch dem religiösen Aspekt des Wassers und der Problematik von Wassermangel und Wasserverschmutzung. Die Ausstellung ist inklusiv gestaltet, es gibt Braille-Texte und entsprechende Objektbeschriftungen und 100 Tastobjekte. Zudem enthält die Ausstellung 9 Arbeiten von Studierenden der WWU Münster und der FH Münster. Am Eingangsbereich des Planetariums wurde bis zum 28. Mai 2017 begleitend die Mini-Ausstellung „Küstenfischer: Noch sind sie da“ der Fotografin Ivona Knorr gezeigt.
- Vogelfänger, Venntüten und Plaggenstecher – Natur und Landschaften vor 100 Jahren (18. November 2016 bis 29. Januar 2017)

Die Ausstellung zeigte in Bildern des Naturfotografen und Naturschutzpioniers Hermann Reichling die Menschen, die Natur und die Landschaft Westfalens vor 100 Jahren. Die Ausstellung zeigte ausgewählte Aufnahmen zusammen mit wichtigen naturkundlichen Objekten und Präparaten aus Reichlings Zeit. Die gesamte Fotosammlung wurde 2015 mit Hilfe der NRW-Stiftung aufgearbeitet und digitalisiert. Die Ausstellung war ein Gemeinschaftsprojekt des LWL-Museums für Naturkunde, des LWL-Medienzentrums für Westfalen, des LWL-Museumsamtes für Westfalen, des Westfälischen Naturwissenschaftlichen Vereins e. V. und des Westfälischen Heimatbundes. Ende Januar 2017 wurde die Ausstellung abgebaut und befindet sich derzeit in verkleinerter Form auf Wanderschaft. In den kommenden Monaten wird die Wanderausstellung voraussichtlich im Mindener Museum, im Museum Haus Martfeld, im Naturkundemuseum im Marstall, im Stadtmuseum Brakel, im Museum Bünde, im Bielefelder Bauernhausmuseum, im Baumberger Sandstein-Museum, im Medizin- und Apothekenmuseum Rhede und im Dümmer-Museum Lembruch zu sehen sein.
- Aus dem Dunkel ins Licht (16. Februar 2018 bis 13. Mai 2018)[43]

Das Museum zeigt in einer Sonderschau Objekte aus seinen Sammlungen, bevor die naturkundliche Landessammlung in ein neues Zentralmagazin umzieht. Von den etwa 2 Millionen Objekten aus den zoologischen und den geologisch-paläontologischen Sammlungen sowie dem Herbarium werden verschiedene Tierpräparate, Fossilien, Pflanzenmodelle, Insektenkästen sowie Pilz-, Moos- und Flechtensammlungen gezeigt.
- Das Gehirn – Intelligenz, Bewusstsein, Gefühl (29. Juni 2018 bis 5. Januar 2020)[44]

Die Sonderausstellung zeigte in unterschiedlichen Themenbereichen die anatomische Vielfalt und Leistungsfähigkeit des Gehirns. Im Fokus der Ausstellung standen neben Intelligenz, Kreativität und Emotionen auch künstliche Intelligenz, Wahrnehmung, Krankheiten und die Tierwelt.
- Beziehungskisten – Formen des Zusammenlebens in der Natur (25. September 2019 bis 27. September 2020)

Die Ausstellung behandelt das Zusammenleben und die Interaktionen zwischen verschiedenen Lebewesen in der Natur.
- Alleskönner Wald (25. Juni 2021 bis 11. März 2023)

Die Ausstellung verrät kleine und große Geheimnisse über den Wald. So kann man den Unterschied zwischen Wald und Forst kennen lernen, einen Eichen-Hainbuchenwald im Münsterland erkunden, etwas über die Wälder der Welt und ihre Bewohner erfahren, aber auch mehr über die Arbeit im Wald mit Pferden und Maschinen lernen, warum Totholz so wichtig ist und welche kleinen heimlichen Helfer für eine gesunde Bodenschicht sorgen.
- Das Klima (15. Juni 2022 bis 14. Januar 2024)[45]

Die Ausstellung zeigt einen Einblick in das Klima und wie es den Menschen sowie den Planeten Erde prägt. Auch gewährt sie einen Einblick in die Welt der Klimaforschung.

### Ausstellung in den Außenstellen
- Kahler Asten – Das Dach Westfalens

Die Entstehung des Gebietes rund um den Kahlen Asten sowie seine Pflanzen und Tiere werden vorgestellt.

## Besonderheiten

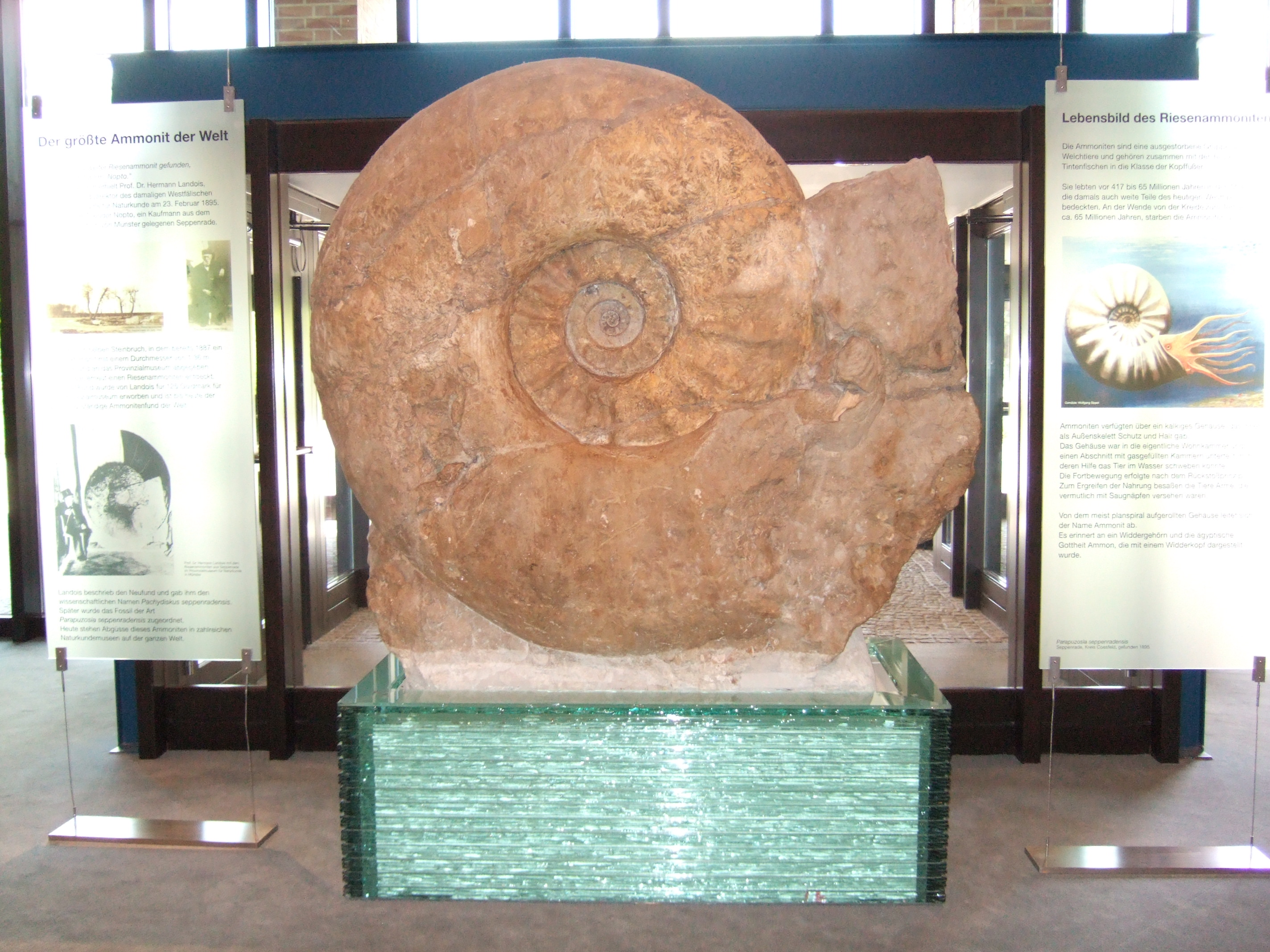
Parapuzosia seppenradensis Original im Foyer des Museums

Das Naturkundemuseum ist mit einem in einem münsterländischen Steinbruch gefundenen Exemplar von Parapuzosia seppenradensis im Besitz des größten Ammoniten der Welt. Er steht mit seinen 174,2 Zentimetern im Durchmesser im Museumsfoyer. 2008 wurde er von der Paläontologischen Gesellschaft zum Fossil des Jahres ernannt.
Bei dem Planetarium handelt es sich seit dem Umbau im Jahr 2010 um das bildschärfste, klimatisierte Kosmokino Europas. Durch den Umbau 2022 bleibt das Planetarium weiterhin eins der modernsten in Europa.

## Direktoren
- 1892–1905: Hermann Landois
- 1907–1915: Hermann Reker
- 1915–1919: Rudolph Koch (kommissarisch)
- 1919–1933: Hermann Reichling
- 1937–1956: Bernhard Rensch
- 1956–1984: Ludwig Franzisket
- 1984–2016: Alfred Hendricks
- seit 2016: Jan Ole Kriegs